# 日本官能評価学会
一般社団法人日本官能評価学会（にほんかんのうひょうかがっかい、英文名 Japanese Society for Sensory Evaluation、略称JSSE）は、感覚心理学・感覚生理学等の発展と、産業における製品、サービス等の進歩・向上を図ることを目的として1997年に設立された学会。
事務局を東京都世田谷区桜丘1-1-1東京農業大学応用生物科学部栄養科学科調理科学研究室内に置いている。

## 活動
- 学術講演会・研究発表会等の開催、機関誌・研究資料等の刊行、官能評価士の認定、日本国内外の関係学術団体との連携など[1]

## 機関誌
- 『日本官能評価学会誌（Japanese Journal of Sensory Evaluation）』 年2回

## 官能評価
- 官能評価とは 日本官能評価学会

## 関連学会
- 日本調理科学会
- 日本味と匂学会
- 日本家政学会
- 日本食品科学工学会
- 日本農芸化学会
- 日本バイオテクノロジー学会
- 日本人間工学会 感性情報処理・官能評価部会
- 日本科学技術連盟